# Branko Mušič
Branko Mušič, slovenski arheolog in pedagog, * 12. marec 1963, Maribor.

## Življenjepis

### Šolanje
Leta 1982 je maturiral na II. gimnaziji v Mariboru.
Diplomiral je iz geologije (Oddelek za montanistiko) in magistriral (Oddelek za geologijo) iz geoarheologije na Fakulteti za naravoslovje in tehnologijo Univerze v Ljubljani, doktoriral pa iz arheologije na Filozofski fakulteti Univerze v Ljubljani. Leta 1991 se je na arheološkem oddelku Univerze v Durhamu (Velika Britanija) strokovno izpopolnjeval za področje uporabne geofizike. Za diplomsko delo je prejel Prešernovo nagrado za študente Fakultete za naravoslovje in tehnologijo, leta 1999 pa priznanje Slovenskega arheološkega društva za uspešno uveljavljanje geofizikalnih raziskav v slovenski arheologiji.

### Zaposlitev
Kot raziskovalec se ukvarja z geofizikalnimi raziskavami arheoloških najdišč in sodeluje v številnih mednarodnih raziskovalnih projektih. Na Oddelku za arheologijo od leta 1997 predava geološke vsebine v okviru predmeta Naravoslovje na Oddelku za arheologijo Filozofske fakultete Univerze v Ljubljani.